# Copa Campeonato 1922
La Copa Campeonato 1922, organizzata dalla Asociación Argentina de Football, si concluse con la vittoria dell'Huracán.

## Classifica finale
|     | Classifica finale  | Pti | G  | V  | N | P  | GF | GS | DR  |
| --- | ------------------ | --- | -- | -- | - | -- | -- | -- | --- |
| 1.  | Huracán            | 28  | 16 | 13 | 2 | 1  | 36 | 7  | +29 |
| 2.  | Sportivo Palermo   | 25  | 16 | 11 | 3 | 2  | 34 | 14 | +20 |
| 3.  | Boca Juniors       | 22  | 16 | 10 | 2 | 4  | 30 | 19 | +11 |
| 4.  | Del Plata          | 20  | 16 | 10 | 0 | 6  | 27 | 15 | +12 |
| 5.  | Nueva Chicago      | 18  | 16 | 7  | 4 | 5  | 23 | 22 | +1  |
| 5.  | Argentinos Juniors | 18  | 16 | 7  | 4 | 5  | 18 | 19 | -1  |
| 7.  | Alvear             | 17  | 16 | 7  | 3 | 6  | 29 | 16 | +13 |
| 8.  | Sportivo Dock Sud  | 16  | 16 | 6  | 4 | 6  | 22 | 23 | -1  |
| 9.  | Boca Alumni        | 15  | 16 | 6  | 3 | 7  | 20 | 22 | -2  |
| 10. | Sportivo Barracas  | 14  | 16 | 4  | 6 | 6  | 18 | 20 | -2  |
| 11. | Estudiantes (LP)   | 13  | 16 | 4  | 5 | 7  | 20 | 29 | -9  |
| 11. | Sportivo del Norte | 13  | 16 | 5  | 3 | 8  | 14 | 22 | -8  |
| 13. | Porteño            | 12  | 16 | 4  | 4 | 8  | 15 | 24 | -9  |
| 13. | El Porvenir        | 12  | 16 | 3  | 6 | 7  | 11 | 20 | -9  |
| 15. | San Fernando       | 11  | 16 | 3  | 5 | 8  | 14 | 30 | -16 |
| 16. | Progresista        | 9   | 16 | 2  | 5 | 9  | 19 | 32 | -11 |
| 16. | Platense (R)       | 9   | 16 | 3  | 3 | 10 | 16 | 32 | -14 |

## Classifica marcatori[1]
| Gol |  |  | Giocatore         | Squadra          |
| --- |  |  | ----------------- | ---------------- |
| 11  |  |  | José Clarke       | Sportivo Palermo |
| 11  |  |  | Domingo Tarasconi | Boca Juniors     |